# Arthur Alexandre Moses
Arthur Alexandre Moses (Rio de Janeiro, 2 de junho de 1886 — 23 de novembro de 1967) foi um médico brasileiro, formado pela Universidade Federal do Rio de Janeiro. Foi pesquisador no Instituto Oswaldo Cruz entre 1908 e 1917, biólogo do Ministério da Agricultura a partir de 1917 e membro titular da Academia Brasileira de Ciências, cuja presidência ocupou por vários mandatos eletivos, até se tornar em 24 de abril de 1956 Presidente Emérito. Foi eleito membro da Academia Nacional de Medicina em 1916, sucedendo Henrique de Toledo Dodsworth na Cadeira 81, que tem Eduardo Chapot Prévost como patrono.

## Biografia
Médico, Arthur Alexandre Moses nasceu no antigo estado da Guanabara, Rio de Janeiro. Formou-se na Faculdade de Medicina do Rio de Janeiro, em 1908. Após o término da faculdade de Medicina, Moses persegue a carreira de pesquisador pela Fundação Oswaldo Cruz, e durante muitos anos, trabalhara em vários domínios de investigação fundamental da Medicina, como histologia e microbiologia; bem como algumas pesquisas em Medicina Veterinária, incluindo a descrição de um tipo específico de myxoma em coelhos. Foi biologista do Ministério da Agricultura, a partir de 1917 e membro titular da Academia Brasileira de Ciências, cuja presidência ocupou por vários mandatos eletivos, até se tornar em 24 de abril de 1956, Presidente Emérito. 
Como resultado de sua prolífica produção científica, principalmente em microbiologia, Dr. Moses foi premiado em 1927 a medalha de ouro do prêmio Kümel da Universidade de Hamburgo, na Alemanha. Em 1932, ele recebe outro prêmio da Cruz Vermelha Alemã, dado pessoalmente pelo presidente daquela época.
Em 1911, Moses publica um artigo intitulado "Dos métodos biolojicos de diagnóstico nas cisticercoses", (em inglês"Biological methods for the diagnosis of cysticercosis"), em um periódico brasileiro "Memórias do Instituto Oswaldo Cruz". Em sua pesquisa, ele usa uma "solução aquosa" derivada do Cysticercus celulosae, obtendo resultados positivos quando testados no soro de três pacientes que tiveram cisticercose cutânea e no líquido cefalorraquidiano (LCR) de um outro paciente que apresentava cisticercose encefálica. Assim, os trabalhos de Moses foram a primeira demonstração inequívoca mundial da existência de anticorpos anti cisticercos no LCR de um paciente, um diagnóstico que foi confirmado por meio de autópsia tardia (Veronesi, 2010). Tornando-se a primeira descrição mundial de um método para o diagnóstico imunológico da neurocisticercose (NC).
Deve-se lembrar que Weinberg, em 1909, publicou pela primeira vez os resultados de sua pesquisa sobre o uso de soro suíno a partir de suínos infectados com Cysticercus celulosae (se estiver na carne do porco), usando o material líquido encontrado no interior das vesículas como um antígeno. Desde então, este teste imunológico tem sido conhecida como reação de Weinberg, ou teste de Weinberg. No entanto, Weinberg apenas utiliza o soro de porcos infectados sem nunca ter testado a reação em amostras LCR. Por isso, se levarmos isso em conta, os primeiros testes realizados com soro humano e LCR humano para o diagnóstico da cisticercose humana e neurocisticercose, respectivamente, foram realizados pela primeira vez por Moses em 1911.
A reação imunológica descrita por Moses foi então utilizado por outros pesquisadores, em seu artigo original sobre a síndrome liquórica encontrado em NC, relatando que a reação de Moses era de fato segura: "... in Brazil, on the other hand, our data demonstrates that complement fixation reaction for cysticercosis merits confidence". Oswaldo Lange também salienta em seu artigo que o próprio trabalho de Moses antecedera os de vários pesquisadores estrangeiros. Reis e col. sugerem que Arthur Moses deve ser honrado, e a reação descrita pela primeira vez por ele deve ser conhecido como "reação de Moses", em vez de "reação de Weinberg", como é amplamente conhecido.
Por fim, o fato de que Moses publicou sua própria experiência em uma revista brasileira, com baixa repercussão internacional, apesar de ter sido ambos publicados em português e em alemão, pode ter sido a principal razão pela qual a sua descoberta teve tão pouco impacto científico na época.
Moses publicou mais de uma centena de trabalhos em revistas nacionais e internacionais. Fez parte do Conselho Deliberativo do CNPq de 1951 até a sua morte em 1967.